# Saxifraga cespitosa

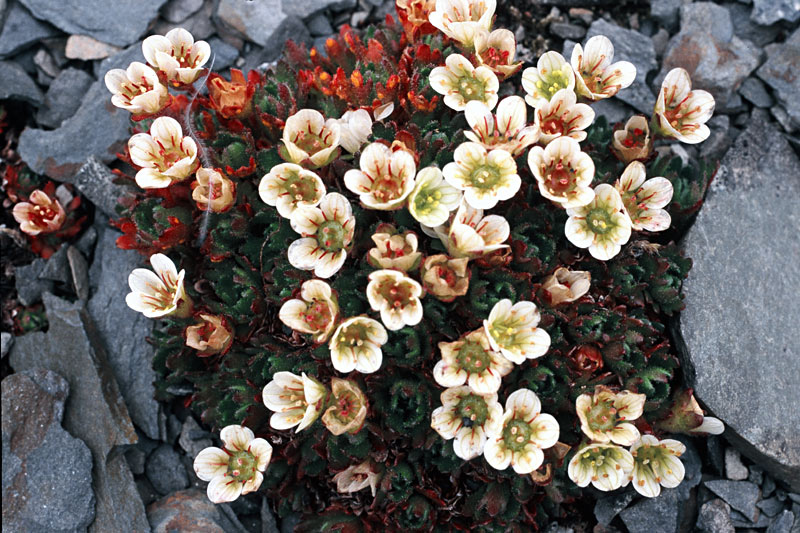
Saxifraga cespitosa auf Spitzbergen

Saxifraga cespitosa ist eine Art der Gattung Steinbrech (Saxifraga) mit zirkumpolarer Verbreitung in Nordeuropa, Sibirien und Nordamerika.

## Beschreibung
Saxifraga cespitosa ist eine ausdauernde krautige Pflanze. Die kurzen, aufrechten Triebe können dichte Polster oder Kissen bilden, seltener locker, mattenbildend sein. In Nordamerika werden weder unterirdische noch oberirdische Ausläufer gebildet, für Pflanzen von Spitzbergen werden kurze Rhizome angegeben. Die britischen  Pflanzen vermehren sich selten auch vegetativ, indem in den basalen Blattachseln im Frühjahr (bei der Art kurze) Seitentriebe gebildet werden, an deren Spitze im Sommer eine neue Blattrosette gebildet wird. Die fleischig verdickten Blätter der grundständigen Blattrosette sind meist dreilappig, gelegentlich einfach oder fünflappig, im Umriss elliptisch bis verkehrteiförmig oder keilförmig, und lang elliptischen, stumpfen oder etwas zugespitzten Lappen, mit keilförmigem Spreitengrund. Ihr Rand ist ganzrandig, die Oberfläche mit weißen Drüsenhaaren mit rotem Köpfchen und sitzenden Drüsen überzogen. Sie sind kurz und breit undeutlich gestielt. Die Blattlänge beträgt in Spitzbergen 4 bis 6 Millimeter, sie übersteigt in Schottland nicht 12 Millimeter.
Die blühenden Triebe erreichen eine Höhe von 2,5 bis 8 Zentimeter (selten von 1 oder bis 12 Zentimeter). Sie tragen sitzende, einfach lanzettliche Blätter und sind dicht mit gestielten Drüsen überzogen. Die Blüten stehen in armblütigen Zymen zu zwei bis fünf, gelegentlich auch einzeln. Die fünf Kelchblätter sind dreieckig, eiförmig oder elliptisch, sie sind am Rand und auf der Oberfläche drüsenhaarig. Die fünf elliptischen bis eiförmigen Kronblätter sind weiß gefärbt, öfters mit gelblicher oder grünlicher Basis, oft auch ganz so getönt. Sie sind nie gefleckt oder gepunktet, können aber gestreift sein. Sie sind etwa so lang oder etwas länger als die Kelchblätter, etwa 3 bis 7 Millimeter lang (selten von 1,5 oder bis 15 Millimeter). Die Art blüht im natürlichen Habitat im Hochsommer (Juli bis August).
Die Art befruchtet überwiegend durch Selbstbestäubung. Bei vielen Pflanzen bilden die Staubbeutel gar keinen fertilen Pollen. Es kommt aber zumindest gelegentlich immer noch zur Fremdbestäubung. Die Blüten sind protogyn und scheiden reichlich Nektar ab. Bestäuber sind Fliegen. Als Frucht wird eine Kapsel mit zahlreichen winzigen Samen gebildet. Die Samen werden durch den Wind und Regentropfen verbreitet.
Saxifraga cespitosa ist polyploid, die Chromosomenzahl wird meist mit 2n = 78 angegeben. Vereinzelt werden höhere Zählungen angegeben, 2n = 80 bei Pflanzen von Spitzbergen, 2n = 84 bei solchen von Grönland.

### Ähnliche Arten
Saxifraga cespitosa gehört zu einem taxonomisch unklaren Aggregat zahlreicher ähnlicher Arten. Sehr ähnlich ist in Europa etwa Saxifraga rosacea subsp. hartii (D.A. Webb) D.A. Webb, ein Endemit Irlands, unterscheidbar an den zugespitzten Blattlappen und den größeren, immer rein weißen Blüten. Der Rasen-Steinbrech Saxifraga rosacea Moench s. str. und Saxifraga hypnoides L. haben nicht drüsig behaarte Blätter, beide Arten vermehren sich zudem reichlich vegetativ durch lange Ausläufer.

## Vorkommen
Der Polstersteinbrech weist auf der Nordhemisphäre ein zirkumpolares Verbreitungsgebiet auf. Er kommt häufig in der kanadischen Arktis (unter anderem Baffininsel, Ellesmere Island),Alaska, Grönland, auf Island, Spitzbergen und Sewernaja Semlja vor. Die Art kommt außerhalb der polaren Gebiete in der borealen Zone im Nordwesten von Nordamerika vor. In den Rocky Mountains dringt sie weit nach Süden hin, bis nach New Mexico, vor.
In Europa findet man sie in Island, Spitzbergen, in Skandinavien und Nordrussland. Sehr selten kommt sie außerdem in Großbritannien vor, es sind laut Zählung 2014, nur 16 Fundorte in Schottland und ein einziger in Wales (im Schutzgebiet Cwm Idwal) bekannt, mit Ausnahme von zweien immer oberhalb von 1000 Meter Höhe.
Bei einer genetischen Untersuchung (mittels RAPD) zeigten sich zwischen Pflanzen aus Norwegen und Spitzbergen nur geringe genetische Unterschiede. Dies deutet darauf hin, dass sich die Art bis in jüngere Vergangenheit im Gebiet ausgebreitet hat, also die heutigen Vorkommen nicht auf kleine getrennte Reliktareale im Eiszeitalter zurückgehen. Dass es solche Relikte gegeben haben kann, zeigt ein Vorkommen in Grönland in 2200 Metern Höhe auf einem isoliert im  Eis aufragenden Felsgipfel (Nunatak).
Die Art kommt weder in Mitteleuropa noch in den Alpen vor. Alte Angaben beziehen sich auf Saxifraga cespitosa subsp. decipiens Schübler & G.N. von Martens, also auf einen synonymen Namen des heute als eigene Art aufgefassten Rasen-Steinbrech Saxifraga rosacea.

## Ökologie und Standort

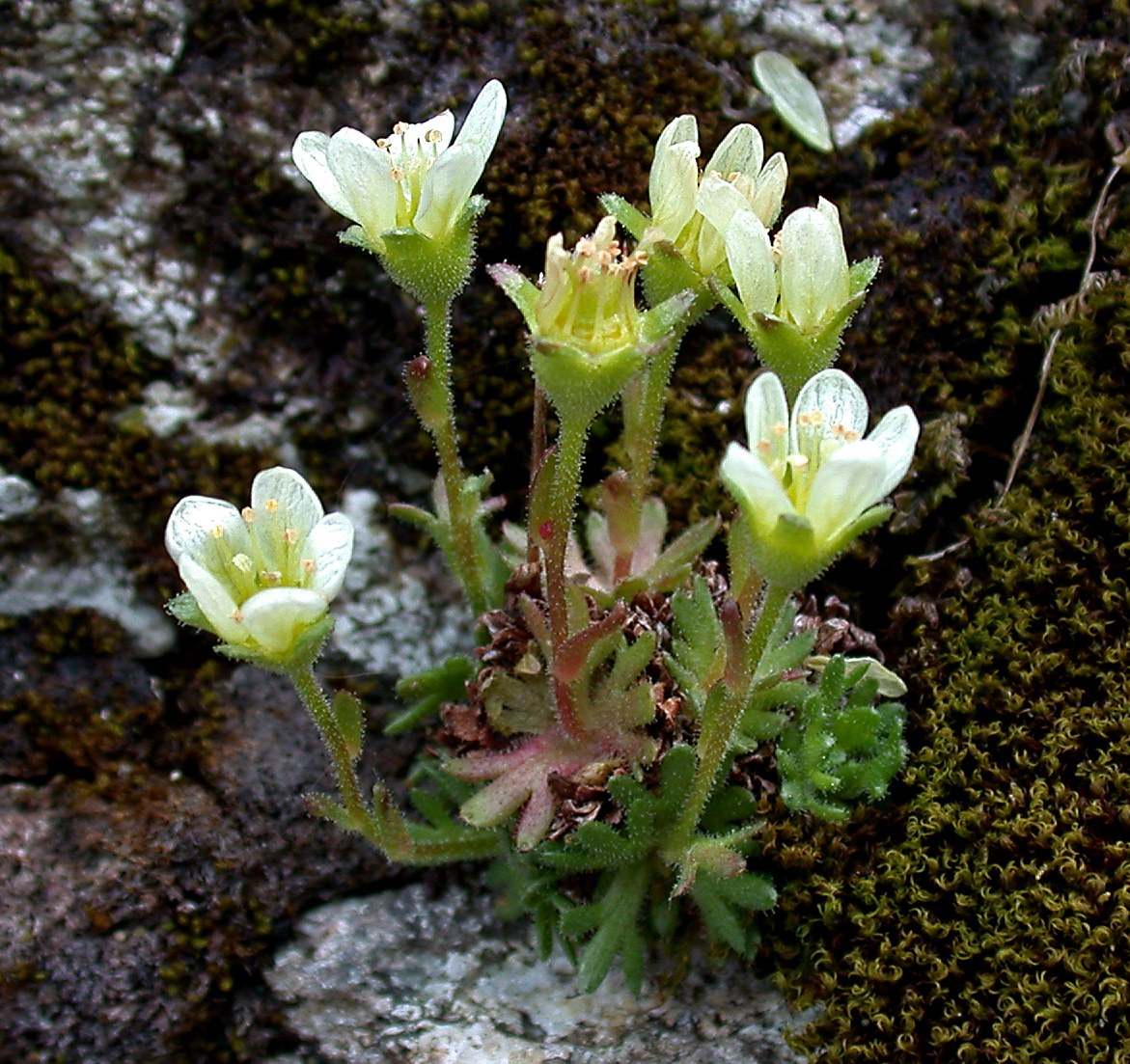
Saxifraga cespitosa aus Nord-Wales, Großbritannien

Saxifraga cespitosa wächst häufig als Pionierpflanze auf vegetationsarmen oder -freien Böden, zum Beispiel im Vorfeld von Gletschern. In der Arktis, wo sie auch an Kiesstränden bis an die Küste vorkommt, wächst sie außerdem in Felsspalten, Schuttfluren, steiniger Tundra. In Schottland ist sie auf offene, moosreiche Klippen und Felsschutt beschränkt. Die Art ist bodenvag auf Kalk und Kristallingestein, sie meidet staunasse Standorte. Sie kommt daher eher auf Sand und Kies vor als auf tonigen und schluffigen Böden.

## Systematik
Die Art wurde von Carl von Linné 1753 in Species Plantarum erstbeschrieben. Teilweise findet sich die (illegitime) Schreibvariante Saxifraga caespitosa L. (nicht die homonyme Saxifraga caespitosa Sm., die ein Synonym zu Saxifraga hypnoides L. ist). Ein sehr altes Synonym ist Saxifraga groenlandica L. (ebenfalls 1753).
Die Art gehört innerhalb der Gattung Saxifraga in deren Untergattung Saxifraga s. str. und dort in die Sektion Saxifraga. Deren Untergliederung wurde traditionell von verschiedenen Botanikern sehr unterschiedlich vorgenommen, sie ist derzeit instabil und im Fluss und daher kaum sinnvoll anzugeben. Durch genetische Untersuchungen konnte die Zugehörigkeit zur Sektion Saxifraga bestätigt werden. Allerdings erwies sich die Gliederung im Detail als wenig stabil und differierte bei Verwendung verschiedener Sequenzabschnitte. Zudem erwiesen sich als Saxifraga cespitosa subsp. montana (syn. Muscaria monticola) bezeichnete Pflanzen als nicht nahe mit der typischen Form verwandt.
Nach morphologischen Merkmalen komplex ist auch insbesondere die Gliederung der nordamerikanischen Vorkommen. Die sehr variable Art wurde hier in eine Vielzahl von Varietäten und Unterarten aufgesplittet, deren Merkmale allerdings weit überlappen und deren Vorkommen weder geographisch noch ökologisch klar getrennt sind. Deshalb wird derzeit meist von einer Gliederung unterhalb der Artebene abgesehen. Dies gilt ebenso für die sibirischen Vorkommen. Daher gibt es, insbesondere unterhalb der Artebene, zahlreiche Formen, die derzeit meist als Synonyme angesehen werden.

## Verwendung als Zierpflanze
Die Art wird gelegentlich in Gärten als Zierpflanze verwendet. Im Gartenhandel unter dem Namen  „Polstersteinbrech“ angebotene Pflanzen sind, meist mehrfache, Hybriden verschiedener Sippen aus dem Artaggregat (neben Saxifraga cespitosa vor allem Saxifraga hypnoides, Saxifraga rosacea syn. Saxifraga decipiens, Saxifraga exarata und anderer), diese können gelegentlich auch verwildern.